# Acorri
Acorri (em armênio: Ակոռի; romaniz.: Akoṙi), Acora (em turco: Ahora), ou Acuri (em curdo: Axurî; em russo: Ахури; romaniz.: Axuri) foi uma vila histórica da Anatólia, situada no território do atual distrito de Araleque, na província de Eder, na Turquia.

## Nome
Friedrich Parrot especulou que o nome histórico de Acuri tinha origens bíblicas e derivava da tradição armênia local de que as videiras da vila foram plantadas por Noé depois que desceu da Arca. "O nome armênio da vila contém uma alusão distinta a essa ocorrência", escreveu Parrot, "arłanel, naquela língua, significa plantar, de onde arł, ele plantou, e urri, a videira." Essa teoria foi rejeitada pela estudiosa francesa do Cáucaso Marie-Félicité Brosset.

## História
Acorri estava localizada na costa íngreme do monte Ararate, a uma altitude de cerca de 1 800 metros. O rio Carassu (antigo Guineguim) dividia-a em duas porções e irrigava os campos e jardins das cercanias. A maior parte da área urbana estava na margem direita do rio, enquanto na margem esquerda, em frente a uma igreja, estava sua fortaleza. Na Antiguidade, fez parte do distrito (gavar) de Masiazócia, na província de Airarate do Reino da Armênia. Foi mencionada pela primeira vez por Lázaro de Farpe em conexão com a revolta de Vaanes I contra a autoridade do Império Sassânida sobre a Armênia. Em 482, uma unidade de 400 rebeldes obteve uma importante vitória contra um exército sassânida de vários milhares de soldados liderado por Adar Gusnaspe.
Em 702-703 (dezembro-janeiro), perto de Acorri, os rebeldes armênios liderados por Simbácio VI venceram uma guarnição árabe de Naquichevão na Batalha de Vardanacerta. Na Idade Média foi o centro da diocese de Cor Virape, enquanto que, na Idade Contemporânea, abrigava o palácio-residência de verão do cã Huceine (r. 1807–1828) do canato de Erevã. O católico Anastácio I (r. 661–667) e o escritor e miniaturista Gregório (século XI) nasceram em Acorri. Ao católico é atribuída a construção da Igreja dos Apóstolos (Arakeloc), que consistia num pequeno edifício abobadado, com uma casa de hóspeses e uma casa para pobres anexas. Cerca de 300 metros acima do perímetro urbano, na margem direita do Carassu, estava o Mosteiro de São Tiago (séculos XIII-XIV).
Desde 1828, pelos termos do Tratado de Turcamanchai, a região onde Acorri estava localizada foi incorporada ao Império Russo como o uezde de Surmalu da Gubernia de Erevã. De acordo com o Tałiadyan ("Viagens"), no início do século XIX, Acorri tinha 800 habitantes. De acordo com outras evidências, tinha 200-300 casas com cerca de 2 200 habitantes, 1 600 dos quais eram armênios. Em 1829, partindo de Acorri, Friedrich Parrot, Khachatur Abovian e outros quatro alcançaram o topo do monte Ararate na primeira subida registrada na história. No percurso, utilizaram o mosteiro de São Tiago como sua base. Estes e outros edifícios foram destruídos em 2 de junho de 1840 em decorrência do sismo catastrófico que enterrou a vila. O sítio permaneceu coberto de lama, detritos de rocha e gelo. Cerca de 10 quilômetros a nordeste, as margens do Carassu, foi construída a aldeia de Nova Acorri / Acur (Nor Akoṙi / Axur), que foi assim chamada para distingui-la da "Velha Acorri". Hoje esse novo assentamento é chamado Ienidoane.